# Robert W. Dowling
Robert W. Dowling (9 tháng 9 năm 1895 - 28 tháng 8 năm 1973) là một nhà đầu tư bất động sản và nhà từ thiện trong khu vực Thành phố New York. Trường Đại học Dowling được đặt theo tên của ông.

## Tiểu sử
Robert Whittle Dowling sinh ra ở Thành phố New York. Cha của ông, Robert Emmett Dowling là chủ tịch của công ty bất động sản City Investing. Năm 1915, ông đã thực hiện lần bơi đầu tiên được ghi lại quanh Manhattan (trong 13 giờ 45 phút). Sau khi cha ông qua đời năm 1943, ông đã tiếp quản công ty của cha mình với chức vụ tổng giám đốc.
Mặc dù ông dừng việc học ở bậc trung học, nhưng ông là người đã đưa ra những lời khuyên liên quan đến thiết kế và tiến hành các dự án bất động sản Parkchester, Stuyvesant Town và Peter Cooper Village. Dowling đã giành được một giải Tony năm 1948 vì những đóng góp của ông cho lĩnh vực sân khấu do ông sở hữu Nhà hát Fulton, Nhà hát Morosco và Nhà hát Eugene O'Neill và Nhà hát Gaiety 